# Блам (Техас)
Блам (англ. Blum) — місто (англ. town) в США, в окрузі Гілл штату Техас. Населення — 383 особи (2020).

## Географія
Блам розташований за координатами 32°8′31″ пн. ш. 97°23′50″ зх. д. / 32.14194° пн. ш. 97.39722° зх. д. (32.141989, -97.397122).  За даними Бюро перепису населення США в 2010 році місто мало площу 2,61 км², з яких 2,56 км² — суходіл та 0,05 км² — водойми.

## Демографія
Згідно з переписом 2010 року, у місті мешкали 444 особи в 146 домогосподарствах у складі 119 родин. Густота населення становила 170 осіб/км².  Було 168 помешкань (64/км²).
Расовий склад населення:
| - 95,5 % — білих - 2,9 % — осіб інших рас |

До двох чи більше рас належало 1,6 %. Частка іспаномовних становила 9,7 % від усіх жителів.
За віковим діапазоном населення розподілялося таким чином: 30,2 % — особи молодші 18 років, 58,8 % — особи у віці 18—64 років, 11,0 % — особи у віці 65 років та старші. Медіана віку мешканця становила 32,6 року. На 100 осіб жіночої статі у місті припадало 100,0 чоловіків;  на 100 жінок у віці від 18 років та старших — 98,7 чоловіків також старших 18 років.
Середній дохід на одне домашнє господарство  становив 54 118 доларів США (медіана — 39 773), а середній дохід на одну сім'ю — 57 471 долар (медіана — 39 861). За межею бідності перебувало 19,5 % осіб, у тому числі 23,3 % дітей у віці до 18 років та 16,9 % осіб у віці 65 років та старших.
Цивільне працевлаштоване населення становило 161 особа. Основні галузі зайнятості: сільське господарство, лісництво, риболовля — 18,6 %, виробництво — 16,1 %, освіта, охорона здоров'я та соціальна допомога — 14,9 %.